# Línea C2 (Suburbanos Montevideo)

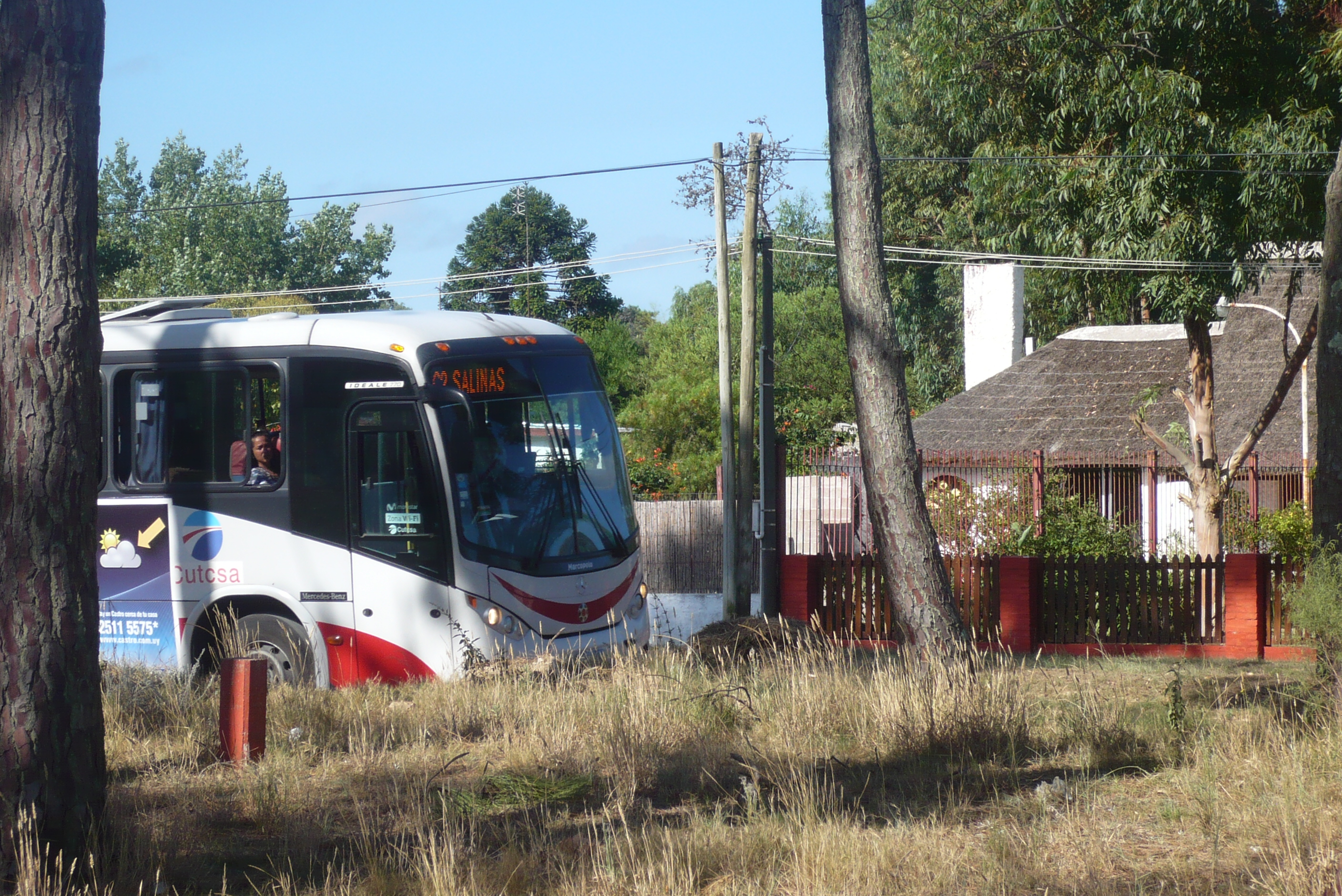
Línea C2 en Neptunia

La línea C2 de la red de transporte suburbano de Montevideo une la terminal Baltasar Brum con Salinas. 

## Características
Fue creada y operada por la entonces Cooperativa de Ómnibus Ruta Interbalnearia hasta los años sesenta, cuando la Compañía Uruguaya del Transporte Colectivo asume su operación hasta la actualidad.Parte desde la Terminal Baltasar Brum, hacia la ciudad de Salinas, en la Costa de Oro del departamento de Canelones. 
A diferencia de la línea C1 la cual circula por Camino Carrasco, la C2 circula por Avenida Italia. 

## Recorridos
En ambos sentidos circula por los barrios: Centro, Cordón, Tres Cruces, La Blanqueada, Buceo, Malvín, Malvín Norte (por Avenida Italia), Carrasco, Carrasco Norte (por Avenida Italia) de Montevideo, y los barrios Barra de Carrasco, Parque Carrasco, Lagomar, Mar de Ajó, Solymar, Montes de Solymar, El Pinar y Rincón del Pinar de la Ciudad de la Costa, como también Neptunia hasta llegar a la ciudad de Salinas.
| Partida (Andén 13 Terminal Baltasar Brum) - Río Branco - Galicia - Julio Herrera y Obes - Paysandú - República - Democracia - Daniel Muñoz - Eduardo Víctor Haedo - Avenida Italia - Avenida Ingeniero Luis Giannattasio - Ruta Interbalnearia - Avenida de los Pinos - Arazatí - Abayubá - Ruta 10 - Trouville - Deauville - Cannes - Calle 20 - Calle 21 - Rambla Costanera ruta 10 - Avenida Nogueira - Mamboretá - Colón - Rambla Costanera - Avenida Julieta - Terminal Salinas | Retorno (Terminal Salinas) - Avenida Julieta - Rambla Costanera - Colón - Mamboretá - Avenida Nogueira - Rambla Costanera ruta 10 - Calle 21 - Calle 20 - Cannes - Deauville - Trouville - Ruta 10 - Abayubá - Arazatí - Avenida de los Pinos - Ruta Interbalnearia - Avenida Ingeniero Luis Giannattasio - Avenida Italia - Salvador Ferrer Serra - Martín C Martínez - Avenida Uruguay - Ciudadela - Rambla Franklin Delano Rooselvelt - Galicia - Terminal Baltasar Brum |

## Paradas
| Ida Código de parada Calle - 7246 Andén 13 - 7067 Río Negro - 7069 Yaguarón - 7066 Minas - 7065 Daniel Fernández Crespo - 6709 Plaza Líber Seregni - 6708 Acevedo Díaz - 6471 Presidente Batlle - 6472 Luis Sambucetti - 6455 Doctor José Brito Foresti - 6464 Doctor Francisco Simón - 6463 Bulevar José Batlle y Ordóñez - 6475 Avenida Francisco Solano López - 6468 Mariscala - 6466 Hipólito Yrigoyen - 2141 Plaza Sandino - 6474 Almirón - 6458 Avenida Bolivia - 6459 Bolonia - 6460 Cooper - 6462 Eduardo Blanco Acevedo - 6467 Lido - 6457 Rafael Barradas - 6353 Pasando El Puente - 6307 Armenia - 6306 Arizona - 6333 Géant - 6319 Avenida A La Playa - 6354 Avenida Racine - 6362 Sena km. 18 - 6327 Ecuador - 6366 Calle A Frente A Tuyutí - 6317 Calcagno - 6360 Roma - 6325 Cruz Del Sur - 6302 Alvear - 6314 Buenos Aires - 6347 Manuel M. Cáceres - 6341 Julia De Almenara - 7253 Becú - 6335 OSE - 6316 Secco García - 6331 Frente a Asociación Española - 6312 Uruguay - 6356 República Argentina - 6308 Artigas (Frente Casmu) - 6339 General Artigas - 6349 Avenida Márquez Castro - 6337 García Lagos - 7255 km. 25.500 Los Pinos - 6343 km. 26 - 6304 Amelia Ramírez - 6364 Tuyutí - 6300 Acapulco - 6310 Avenida Central - 6345 km 28 ( Vivero) - 6329 Entrada El Pinar - 6321 Constitución Escuela - 6358 Oribe - 7570 km 30.100 - 6351 Panamá - 6323 Constituyente - 6298 17 Metros - 6897 km 34 Peaje - 6899 km 34.500 - 6901 km 35 Venus - 6876 El Avión - 6920 Avenida de los Pinos - 6402 Abayubá - 7280 Iguazú - 7434 Ruta 10 Héctor Zunino - 7111 Trouville - 7269 Deauville - 7197 Cannes - 6414 Avenida de los Pinos - 7270 Bajada 2 - 7093 Avenida Nogueira - 7056 Calle 3 - 7059 Calle 14 - 7034 Mamboretá - 7036 Carabelas (Calle 3) - 6701 Guazubirá - 6705 Yacó - 6704 Pitanga - 7090 Imbirá - 7092 Avenida Julieta - 7571 Handy - 6961 Guazubirá - 7686 Mamboretá - 7273 Terminal Salinas Vuelta | - 7273 Arco de Salinas - 6962 Mamboretá - 7274 Guazuvirá - 7687 Ñandú - 6963 Rambla - 7091 Imbirá - 7089 Pitanga - 6706 Yacó - 6702 Guazubirá - 7035 Calle 5 - 7275 Avenida Nogueira - 7060 Calle 14 - 7057 Calle 3 - 7058 Rambla (Ruta 10) - 7277 Bajada 2 - 6415 Avenida de los Pinos - 7198 Deauville - 7278 Trouville - 7112 Ruta 10 Héctor Zunino - 7110 Abayúbá - 6390 Iguazú - 6389 Arazatí - 6403 Avenida de los Pinos - 7435 Ruta Interbalnearia - 6877 El Avión - 6902 km 35 Venus - 6900 km 34.500 - 6898 km 34 Peaje - 6299 17 Metros - 6324 Constituyente - 6352 Panamá - 6359 Arenera km 30 - 6322 Queguay - 7304 Caribe - 7572 Uruguay (Pérez Buttler) - 6346 km 28 (Vivero) - 6311 Avenida Central - 6301 Acapulco - 6365 Tuyutí - 6305 Amelia Ramírez - 6344 km 26 - 6338 García Lagos - 7306 De Los Cisnes - 7307 Perú - 6350 Márquez Castro - 6340 General Artigas - 6309 Artigas (Frente Casmu) - 6357 República Argentina - 6313 Avenida Uruguay - 6332 Frente a Asociación Española - 7308 17 Metros Lagomar - 6336 Fte. Ose - 7309 Becú - 6342 Julia De Almenara - 6348 Manuel M. Cáceres - 6315 Buenos Aires - 6303 Aerosur - 6326 Cruz Del Sur - 6361 Roma - 6318 Calcagno - 6367 Venezuela - 7310 Ceibo - 6328 Ecuador - 6363 Sena km. 18 - 6355 Racine - 6320 Avenida A La Playa - 6334 Géant - 7311 Arizona - 7312 Armenia - 6477 Rafael Barradas - 6489 Lido - 6496 Santa Mónica - 6483 Cooper - 6479 Bolonia - 6478 Avenida Bolivia - 6498 Sepee - 6476 Alejandro Gallinal - 6487 Hipólito Yrigoyen - 6491 Mataojo - 6482 Comercio - 6488 Bulevar José Batlle Y Ordóñez - 6485 Francisco Simón - 6480 Hospital de Clínicas - 6495 Presidente Berro - 6734 Duvimioso Terra - 6733 Joaquín Requena - 7200 Defensa - 7199 Arenal Grande - 7203 Minas - 7201 Ejido - 7205 Avenida Rondeau - 7204 Río Branco - 7206 Ciudadela - 7316 Terminal Baltasar Brum |

## Frecuencia
- En los días hábiles tiene 6 salidas que van entre los horarios: 06:30, 10:25, 14:25, 16:25, 18:25 y 21:25.
- En los días sábados tiene 5 salidas, las mismas que en días hábiles excepto la que sale a las 21:25.
- En los días domingos y festivos tiene 4 salidas, las mismas que en días sábados excepto las que salen a las 16:25 y 21:25.

## Ramales
Ida
- C2 Montevideo - Salinas (Por Remanso)

```
    * Ruta anterior
    * Ruta Interbalnearia
    * Ruta 10
    * Trouville 
    
Continúa por ruta habitual
```